# Hultbacken
Hultbacken är en bebyggelse strax väster om Piteälvens utlopp i Svensbyfjärden, i Piteå kommun. Från 2015 avgränsar SCB här en småort.